# Rozložná
Rozložná – wieś (obec) na Słowacji położona w kraju koszyckim, w powiecie Rożniawa. Pierwsze wzmianki o miejscowości pochodzą z roku 1241. 
Według danych z dnia 31 grudnia 2012, wieś zamieszkiwało 196 osób, w tym 97 kobiet i 99 mężczyzn.
W 2001 roku rozkład populacji względem narodowości i przynależności etnicznej wyglądał następująco:
- Słowacy – 97,91%
- Czesi – 0,52%
- Romowie – 0,52%
- Węgrzy – 1,05%

Ze względu na wyznawaną religię struktura mieszkańców kształtowała się w 2001 roku następująco:
- Katolicy rzymscy – 7,33%
- Ewangelicy – 27,23%
- Ateiści – 55,5%
- Nie podano – 6,28%